# Primera B Nacional
La Primera B Nacional, llamada simplemente Primera Nacional o la B, es el campeonato de fútbol de segunda división de Argentina. Está organizado por la AFA y es disputado tanto por clubes directa como indirectamente afiliados a la asociación. Es una de las cinco divisiones formalmente profesionales, junto a la Primera División, la Primera B, el Federal A y la Primera C.
Los clubes con más conquistas desde el inicio de la disputa del torneo en la temporada 1986-87 son Banfield y Olimpo, con tres campeonatos cada uno. Instituto es el club que lidera la clasificación histórica de la competencia, por la cual han pasado 113 clubes en total, desde la primera temporada hasta la temporada 2025, inclusive. Por su parte, Deportivo Armenio fue el primer campeón en la temporada 1986-87.

## Historia
El torneo de la Primera B Nacional, con el nombre oficial de Campeonato Nacional B, surgió a mediados de la década de 1980, como una continuación del anterior Torneo Nacional, incluido en una reestructuración generalizada de todos los campeonatos oficiales del fútbol argentino. Se apuntó entonces a que los clubes del interior del país tuvieran una competencia regular, sistematizando los ascensos y descensos. Se reestructuró el sistema de competencias y se cambió el calendario por el de tipo europeo —es decir, las temporadas pasaron a comenzar a mediados de año y a finalizar a mediados del siguiente—, por lo que a partir del torneo 1986-87 y hasta la temporada 2013-14 los campeonatos de las distintas divisiones se disputaron con esa estructura. El Nacional B fue creado para federalizar el fútbol argentino y que no quedara sólo reducido a equipos de Buenos Aires, el conurbano bonaerense y muy pocos equipos de otras ciudades importantes de Argentina que están directamente afiliados.
El campeonato fue intercalado, por el lado de los clubes directamente afiliados a la Asociación del Fútbol Argentino, entre la Primera División y la preexistente Primera B, conocida popularmente como B Metropolitana, que pasó a ser una competencia de tercera categoría en el sistema de torneos del fútbol argentino. Mientras que los clubes indirectamente afiliados, pertenecientes a las ligas regionales de las provincias de Argentina, se incorporaron al sistema de ascensos y descensos a través del también recién creado Torneo del Interior, nuevo certamen de tercera categoría en ese ámbito.
Estas innovaciones, en el caso de la Primera División, significaron además la desaparición de los campeonatos Metropolitano y Nacional, dado que los equipos del interior, que no tenían derecho a disputar el torneo regular, el Campeonato Metropolitano —más allá de que a partir de 1980, por la Resolución 1309, algunos clubes indirectamente afiliados comenzaron a disputarlo—, pero tenían participación en el Nacional, encontraron su ámbito en el nuevo certamen de segunda categoría; mientras que el campeonato de Primera División, que hasta entonces era el Metropolitano, dejó de ser disputado casi exclusivamente por equipos directamente afiliados a la AFA, que son, con unas pocas y notables excepciones, clubes del área metropolitana de Buenos Aires, dado que, a partir de entonces, los equipos del interior no afiliados directamente podrían adquirir el derecho de competir regularmente en el torneo de Primera División a través de la articulación orgánica con el Nacional B, y este, a su vez, con el Torneo del Interior, luego Torneo Argentino A.
En resumen: con la introducción del Nacional B, la preexistente Primera B pasó de ser la segunda categoría a la tercera, junto con el recién creado Torneo del Interior; el Campeonato Nacional perdió su razón de ser y desapareció, y el conjunto de participantes del torneo de Primera División, o sea el grupo de clubes que hasta entonces participaban en el Campeonato Metropolitano, se fue federalizando, en la medida en que se fueron incorporando equipos del interior no afiliados directamente a la AFA, que ascendían desde el Nacional B.
Integraron la nueva divisional dos equipos descendidos de Primera División, trece clasificados del Torneo del Interior y los ocho mejores de los veinte equipos que disputaron el torneo clasificatorio de Primera División B 1986, el resto sufrió un eventual descenso, dado que pasaron a la actual B Metropolitana, el tercer nivel de competencia dentro de los equipos con afiliación directa.

### Torneos largos (1986-1995)
En la primera edición (1986-87), el sorpresivo campeón fue Deportivo Armenio, un humilde club de Ingeniero Maschwitz que no tenía estadio propio y muy poca cantidad de seguidores. Cabe destacar además que hasta fines del 1985 el equipo de la colectividad armenia jugaba en la Primera C. El segundo ascenso lo consiguió Banfield, club que de esta manera lograba volver al círculo superior luego de casi una década de ausencia. Resultó goleador el Toti Iglesias, de Huracán, con 36 goles.
El certamen de 1987-88 fue ganado por el Deportivo Mandiyú, crédito correntino que como único antecedente en el fútbol grande contaba con la participación en el Nacional 1974. Luego de una primera temporada de adaptación, los dirigidos por Juan Manuel Guerra llegaron a la elite del fútbol argentino y fueron acompañados por San Martín (T), club que no había tomado parte del Nacional B ese año, viniendo desde el zonal. El Ciruja, al igual que el campeón de la Primera B Metro, tenía derecho a jugar en el Torneo reducido de 12 equipos y así llegó a la máxima categoría, luego de superar en ambos duelos de la final al campeón de la siguiente edición. El goleador fue José Daniel Leani, de Quilmes, con 24 tantos.
En la temporada 1988-89 el campeón fue Chaco For Ever, tras vencer como local en la fecha 42 y última fecha a Lanús, club que llegó a tener gran diferencia en el tramo final y se quedó con un frustrante subcampeonato. En el dodecagonal se llevó el premio Unión, nada menos que ante Colón: en el clásico santafesino, el Tatengue se impuso en ambos cotejos y con Humberto Zuccarelli como entrenador. Los máximos artilleros fueron Daniel Toribio Aquino de Banfield y Sergio Recchiutti de Almirante Brown, con 24 goles cada uno.
Huracán ganó por un campo el torneo 1989-90, y de la mano de Carlos Babington como director técnico se fue del Nacional después de 4 años. Por su parte, Lanús tuvo su revancha del año anterior, y tras vencer por penales a Quilmes retornó a la Primera División después del descenso de 1977, con un paso de tres años por la Primera C incluido. Los máximos anotadores fueron Juan Carlos Almada de Defensa y Justicia y Abel Blasón de Quilmes, con 20 anotaciones cada uno.
La temporada 1990-91 vio festejar a Quilmes, club que logró volver a la Primera División después de nueve años de ausencia. En el reducido obtuvo el segundo pasaje Belgrano. El goleador de este certamen fue Roberto Oste, de Defensa y Justicia, con 24 tantos.
El campeón de la 1991-92 fue Lanús, que luego de descender en la Primera A volvió rápidamente y el otro ascenso fue para San Martín (T), que le ganó a Almirante Brown, club que tuvo en Carlos Paulino Cardozo al goleador del certamen, con 26 tantos.
El torneo de 1992-93 Banfield y Colón jugaron un desempate en Córdoba. Luego de que el Sabalero fuera muy superior en los 120 minutos de juego, el club del sur bonaerense, dirigido por Carlos Babington, festejó en los penales. Los de Jorge Ginarte poco pudieron hacer en el reducido, el cual se terminó adjudicando Gimnasia y Tiro (S), institución que había llegado al Nacional en esa temporada.
Para la temporada 1993-94 llegó el turno de una sorpresa, ya que Gimnasia y Esgrima (J) fue campeón contra todos los pronósticos, el Lobo venía de jugar la temporada anterior en el regional. El otro ascenso fue para Talleres (C), que en el clásico cordobés le ganó a Instituto. El máximo goleador fue Dante Fernández, de Quilmes, con 29 tantos.
En la temporada 1994-95, Estudiantes de La Plata, después de 40 años, volvía al mundo del ascenso. Con muchos sobrevivientes del descenso y varias incorporaciones de gran nivel para lo que era la divisional, el equipo comandado por la dupla Miguel Ángel Russo - Eduardo Luján Manera arrasó en la tabla con sus 21 oponentes, más allá de algún traspié sorpresivo. El otro ascendido fue Colón, que después de 14 años volvió al fútbol grande. El máximo anotador fue Alejandro Abaurre, del debutante Godoy Cruz, con 29 goles.

### Torneo Apertura y Torneo Clausura (1995-1996)
En la siguiente temporada hubo una pequeña variante, después de casi una década. Seguirían siendo 22 los integrantes de la divisional, pero ahora se jugaría un Torneo Apertura y un Torneo Clausura, algo que duraría solamente un año. La temporada 1995-96 fue propiedad de Huracán Corrientes, que luego de tomar el lugar del desaparecido Deportivo Mandiyú a mediados de 1995 ya que la Liga Correntina de Fútbol pudo mantener la plaza, armó un muy buen equipo y con Humberto Zuccarelli como DT, venció a Talleres de Córdoba en la gran final. El otro ascenso fue para Unión de Santa Fe. El goleador fue Adrián Czornomaz, de Los Andes, con 26 tantos.

### Zona Interior y Zona Metropolitana (1996-2001)
El torneo pasó a llamarse Primera B Nacional y tuvo un nuevo cambio de formato. Ahora serían 32 los equipos involucrados en el certamen, con la mitad del interior y la otra mitad del Gran Buenos Aires, Rosario y Junín, que tienen afiliación directa a la Asociación del Fútbol Argentino. Este esquema duró hasta la temporada 2000-01 inclusive, aunque en los primeros años había cuatro zonas y en las últimas tres temporadas se redujo a una zona de afiliados directos y una con afiliados indirectos, con 16 participantes cada una de ellas.
En 1996-97 el campeón fue Argentinos Juniors, que al igual que Estudiantes de La Plata dos años antes, había tenido que vivir el descenso después de cuatro décadas de permanencia ininterrumpida en la Primera. Si bien al Bicho le costó adaptarse a la categoría, terminó imponiendo su jerarquía y con Osvaldo chiche Sosa como entrenador pudo salir campeón. Vía reducido lo acompañó Gimnasia y Tiro (S), que por penales dejó a Talleres (C) sin festejo por segundo año al hilo. El campeón tuvo al goleador, el hondureño Eduardo Bennett, con 23 tantos.
En 1997-98 hubo final entre cordobeses, en la que Talleres (C) obtuvo el campeonato ante Belgrano, en una nueva edición del Clásico cordobés. A su vez, Belgrano ganó el segundo ascenso, al superar a Aldosivi en la final del reducido. Cabe destacar que con ese ascenso logrado con la B, el talentoso uruguayo Luis Ernesto Sosa subió por quinta vez a Primera División en menos de diez años (Chaco For Ever en 1989, Belgrano en 1991, Estudiantes de La Plata en 1995, Huracán Corrientes en 1996 y nuevamente con Belgrano en 1998). El goleador fue Alejandro Glaría, de Banfield, con 30 goles.
El campeón de la temporada 1998-99 fue Instituto, que superó a Chacarita Juniors en la final de la temporada, volviendo de esa manera a Primera después de casi una década. Pero al igual que el año anterior, el derrotado en la final pudo quedarse con el reducido: el Funebrero le ganó a Juventud Antoniana en Salta y logró mediante un empate 1 a 1 en San Martin regresar a la Primera, categoría que no jugaba desde 1986. El goleador fue Adrián Czornomaz, de Atlético Tucumán, con 26 tantos.
En 1999-00 fue el turno de Huracán, que le ganó a Quilmes, sin embargo el Cervecero llegó a la final del reducido, y esta vez fue Los Andes, que volvió a la Primera tras 29 años de ausencia. Además, esta fue la temporada en que se estrenó la promoción, vía por la cual Almagro logró superar a Instituto, retornando así a la máxima categoría después de seis décadas. El goleador fue Gastón Casas, de Huracán, autor de 30 goles.
La temporada 2000-01 coronó a Banfield como campeón, luego de superar en las dos finales a Quilmes. En el reducido, la final la jugaron Nueva Chicago e Instituto, el gran candidato; pese a ello, el Torito obtuvo el ascenso. El goleador fue Daniel Miliki Jiménez, de Instituto, con 23 tantos.

### Torneo Apertura y Torneo Clausura (2001-2007)
Para el certamen 2001-02 hubo un cambio de formato. Tras una controversia entre los que, por un lado, querían terminar con la división entre equipos metropolitanos y los del resto del país, y los que se oponían con diferentes argumentos, con las consabidas dudas dirigenciales, que ocasionaron que se hicieran cambios sobre la marcha, los 25 equipos que quedaron disputaron un torneo que se dividió en dos fases, a semejanza de lo que ocurría desde hacía una década en la Primera División. Dada la cantidad de equipos participantes, se determinó que el ganador del Apertura, que se disputó durante el segundo semestre de 2001, en una ronda de todos contra todos, adquiriera el derecho a jugar en Primera, considerándolo campeón anual. Así fue como Olimpo, luego de jugar solamente 24 partidos y tras una cerrada lucha con Quilmes y San Martín (M), a los que aventajó por uno y dos puntos respectivamente, ascendió. En la segunda mitad de la temporada se dividieron los 24 clubes restantes en tres zonas, los mejores fueron a un octogonal junto con los cinco mejor ubicados en la tabla general, y allí Arsenal venció a Gimnasia y Esgrima (CdU) en la final, con lo que obtuvo el segundo ascenso.
Hubo un nuevo cambio de formato para el campeonato 2002-03: los participantes se redujeron a 20, por lo que los torneos Apertura y Clausura se desarrollaron, respectivamente, en una ronda completa, estableciéndose reglamentariamente que, si un equipo ganaba ambos certámenes, obtendría el primer ascenso, o que ambos ganadores, si los hubiera, disputarían una eventual final por el mismo. Con el tiempo, AFA listó en su página web a esos equipos como campeones de la correspondiente temporada. Así fue como Atlético de Rafaela llegó por primera vez a la máxima categoría, ya que consiguió ambos torneos. El segundo ascenso fue obtenido por Quilmes, que superó a Argentinos Juniors en la instancia decisiva.
La temporada 2003-04 fue la primera en registrar cuatro ascensos. El primero lo obtuvo fue Instituto, vencedor de Almagro en la final, aunque este fue el ganador del segundo ascenso ante Huracán (TA). En la promociones pudieron ascender este último equipo y Argentinos Juniors.
El torneo de 2004-05 consagró como el mejor a Tiro Federal (R) que superó a Gimnasia y Esgrima (J), institución que manteniendo la tendencia de la temporada anterior, le ganó a Huracán la final por el segundo ascenso.
La temporada 2005-06 marcó la primera consagración de un equipo mendocino: Godoy Cruz logró el primer ascenso al vencer en la final de los ganadores de cada fase. El perdedor, Nueva Chicago, le ganó la instancia por el segundo ascenso a Belgrano (C), el que luego derrotó a Olimpo en la promoción y se transformó en el tercer ascendido de la temporada.
En la temporada 2006-07 nuevamente hubo cuatro ascensos. Olimpo, al igual que Atlético de Rafaela en la edición 2002-03, se quedó con el Apertura y el Clausura, consiguiendo el primer ascenso de manera directa. El ganador del segundo fue San Martín (SJ), mientras que, en las promociones, Huracán venció a Godoy Cruz y Tigre a Nueva Chicago, y también ascendieron.
A partir de la siguiente temporada, el formato volvió a cambiar.

### Torneos largos (2007-2014)
Para la 2007-08 se decidió un nuevo cambio de formato. Se volvió a un solo torneo anual, como aquellos que se habían dejado de implementar en la temporada 1994-95, solamente que ahora eran 20 y no 22 los participantes, por lo que el torneo tuvo un total de 38 fechas. También se suprimió el antiguo Torneo reducido: el subcampeón obtenía el segundo ascenso directo, mientras que los ubicados en el tercer y cuarto puesto, ganaban el derecho a jugar la promoción contra clubes de Primera División. El campeón fue San Martín (T). Al Santo Tucumano lo acompañó Godoy Cruz.
En la temporada 2008-09 Atlético Tucumán fue el campeón y el subcampeón Chacarita Juniors. Ascendieron ambos.
En el torneo 2009-10, el campeón y el subcampeón, Olimpo y Quilmes, ascendieron en forma directa, mientras que All Boys, venciendo en la promoción a Rosario Central, volvió a la Primera División.
En la temporada 2010-11 por tercera vez en la historia de la divisional hubo cuatro ascensos, coronando como campeón a Atlético de Rafaela y como subcampeón Unión, ambos equipos ascendieron de manera directa. En las promociones triunfaron Belgrano y San Martín (SJ) sobre River Plate y Gimnasia y Esgrima La Plata, respectivamente.
La temporada 2011-12 marcó la primera participación de River Plate que fue campeón del certamen y ascendió a la máxima categoría, secundado por Quilmes, que fue subcampeón. Los dos equipos ascendieron luego de una temporada en la B Nacional.
Para la temporada 2012-13 se eliminaron las promociones en todas las categorías y se estableció que ascendieran los tres primeros equipos de la tabla de posiciones, los mismos fueron: Rosario Central como campeón del certamen, acompañado por Gimnasia y Esgrima La Plata, subcampeón, y Olimpo en el tercer puesto.
Para la temporada 2013-14 se amplió el número de equipos de 20 a 22, cantidad con la que se jugó por última vez en la temporada 1995-96, incorporando dos equipos provenientes de las categorías inferiores, siendo ambos del Argentino A. Por otra parte, los descendidos de Primera División fueron Independiente, Unión (SF) y San Martín (SJ). Tuvo como campeón a Banfield, cuyo director técnico Matías Almeyda, consiguió su segundo título en la categoría. El subcampeonato fue para Defensa y Justicia, club que además contó con Juan Martín Lucero, goleador del torneo con 24 tantos. Mientras que el tercer y último ascenso fue para Independiente que, tras igualar el tercer puesto con Huracán, ganó el partido de desempate. Esta temporada contó con cuatro descensos directos.

### Torneo de transición (2014)
El 29 de abril de 2014, mediante un consenso, la AFA aprobó la reestructuración de los campeonatos de todas las categorías del fútbol argentino. Los cambios más importantes radican en el aumento de la cantidad de equipos que jugarán en la Primera División (pasarán de ser 20 a 30) y en la modalidad de disputa de los campeonatos de todas las categorías, ya que después de 28 temporadas, por única vez, se dejará de utilizar el sistema de calendario europeo para volver a los certámenes desarrollados en un mismo año calendario.
Para ello, se estableció que en el segundo semestre de 2014 se jugara un Torneo de Transición, en el que los veintidós equipos se dividieron en dos zonas de once, enfrentándose entre los equipos de cada uno de los grupos por el sistema de todos contra todos, a dos ruedas. El campeonato otorgó diez ascensos directos para los cinco mejores ubicados de cada zona. Esos diez fueron reemplazados por tres ascendidos de la Primera B y siete del Torneo Federal A. A su vez, no se establecieron descensos.

### Torneo anual (2015)
En 2015 el torneo pasó a disputarse en el año calendario. Participaron los retornados de la Primera B, Chacarita, Los Andes y Villa Dálmine, y Guillermo Brown y Central Córdoba (SdE), provenientes del Torneo Federal A. Debutaron Atlético Paraná, Gimnasia y Esgrima (M), Juventud Unida (G), Sportivo Estudiantes (SL) y Unión (MdP), todos ellos ascendidos del Federal A. En un torneo largo, por el sistema de todos contra todos a doble ronda, ascendieron el campeón Atlético Tucumán y Patronato, ganador del reducido por el segundo ascenso.

### Segundo torneo de transición (2016)
En 2016 se jugó un torneo a una sola rueda de todos contra todos, que constituyó una nueva transición, esta vez con el fin de volver a adecuar las competiciones del fútbol argentino al calendario del hemisferio norte, para hacer coincidir los mercados de pases. Se desarrolló exclusivamente en el primer semestre del año, con formato diferente del habitual, en la que solo el campeón ascendió. Retornaron a la categoría los equipos descendidos de Primera División: Nueva Chicago y Crucero del Norte; mientras que volvieron Brown de Adrogué y Almagro, provenientes de la Primera B, y Talleres (C), al que se agregó Juventud Unida Universitario, debutante absoluto en la categoría, por el Federal A. Con anticipación de dos fechas Talleres de Córdoba se coronó campeón en un torneo que dominó en casi su totalidad y con una particularidad: fue el primer campeón invicto en 30 años de Primera B Nacional.

### Torneos largos (2016-2020)
En la temporada 2016-17 se volvió a la modalidad de los torneos en dos ruedas por el sistema de todos contra todos, disputados en dos años diferentes, la primera parte en el segundo semestre del primero y la segunda en el primero del siguiente. El torneo se caracterizó por ser el más extenso de los disputados, con un total de 46 fechas.
Se agregaron: el descendido de la Primera División, Argentinos Juniors, y los ascendidos de la tercera categoría, Flandria, por la Primera B, y San Martín (T), por el Torneo Federal A.
Fue campeón el recién descendido, Argentinos Juniors, con lo que logró retornar tras una única temporada, con una destacada campaña en la segunda rueda, en la que solamente perdió contra Independiente Rivadavia en la fecha 37, con 14 victorias y 7 empates. Lo acompañó en el ascenso Chacarita Juniors, subcampeón, luego de disputar 8 torneos en las categorías de ascenso.
En la temporada 2017-18 se produjo un nuevo cambio, dada la participación de un alto número de equipos, y el torneo se disputó en una única rueda de todos contra todos. Por otra parte, en todas las divisiones, se reimplantó el torneo reducido por eliminación para el segundo ascenso. Los nuevos integrantes fueron los cuatro descendidos de la Primera División: Aldosivi, Atlético de Rafaela, Quilmes y Sarmiento (J), y los cuatro ascendidos de la tercera categoría: Deportivo Morón y Deportivo Riestra, por la Primera B, y Agropecuario y Mitre (SdE), por el Federal A; los tres últimos debutantes absolutos. Una particularidad fue que, en aras de reducir la cantidad de participantes, se produjeron seis descensos. Nuevamente fue campeón un equipo que permaneció solo un año en la categoría, Aldosivi, de Mar del Plata, que volvió a Primera División para el ciclo 2018-19. Lo acompañó el ganador del torneo reducido, San Martín (T), que retornará luego de 9 años.
En la temporada 2018-19 siguió con el formato de la temporada anterior. Se incorporaron al torneo los cuatro descendidos de la Superliga: Arsenal, Chacarita Juniors, Olimpo y Temperley, y los cuatro ascendidos de la tercera categoría: Platense y Defensores de Belgrano, por la Primera B, y Central Córdoba (SdE) y Gimnasia y Esgrima (M), por el Federal A. El campeón fue Arsenal, que volvió a Primera División, tras un año en la categoría, para la temporada 2019-20. También ascendió el ganador del torneo reducido, Central Córdoba de Santiago del Estero, que participa por primera vez del torneo regular y regresa a la Primera División luego de 48 años de su última intervención en el Torneo Nacional.
En la temporada 2019-20 el torneo de segunda división cambia de nombre: Primera Nacional. Se amplió el número de equipos de 25 a 32, cantidad con la que se jugó por última vez en la temporada 1997-98, incorporando 5 equipos provenientes de la Primera B: All Boys, Atlanta, Barracas Central, Deportivo Riestra y Estudiantes y dos del Federal A: Alvarado y Estudiantes (RC). Por otra parte, los cuatro que descendieron de la Superliga son Belgrano (C), San Martín (SJ), San Martín (T) y Tigre.

### Tercer torneo de transición (2020)
Tras la detención de la temporada 2019-20 por la pandemia de COVID-19, se jugó un torneo con el sistema todos contra todos, que constituyó una nueva transición, esta vez con el fin de volver a adecuar las competiciones del fútbol argentino al calendario del hemisferio sur. El campeón fue Sarmiento de Junín, que volvió a Primera División, tras 4 años en la categoría, para la temporada 2021. También ascendió el ganador del torneo reducido, Platense, que regresó a la Primera División después de 22 años.

### Torneo anual (desde 2021)
En 2021 el torneo volvió a disputarse en el año calendario, aumentando a 35 equipos. Participaron el retornado de la Primera B Almirante Brown y Deportivo Maipú, proveniente del Torneo Federal A. Debutaron Tristán Suárez y San Telmo, procedentes de la Primera B y Güemes (SdE), ascendido del Federal A. En un torneo largo, por el sistema de todos contra todos a doble ronda, con los equipos divididos en dos zonas, una de 15 y otra de 16, los respectivos ganadores disputaron una final por el título y el primer ascenso. El segundo se produjo a través de un reducido por eliminación directa. El campeón de la temporada fue Tigre quien logró el ascenso a la Liga Profesional luego de tres años en la categoría, secundado por el ganador del reducido Barracas Central, vuelve a participar la divisional tras 88 años en los torneos del ascenso.
En 2022, el torneo incrementó sus equipos participantes, de 35 a 37, pasando en su momento a ser el torneo de más participantes de la historia del torneo y de la categoría, igualando a la Segunda División de 1909. Tuvo como debutantes a Deportivo Madryn y Sacachispas, también incorporaron a Flandria y Chaco For Ever. Los descendidos fueron el propio Sacachispas y Ramón Santamarina. Belgrano de Córdoba se proclamó campeón obteniendo el primer ascenso, luego de 4 años en la categoría. En el torneo reducido, Instituto de Córdoba logró el ascenso a Primera División después de 17 años.
En 2023, no se modificó el número de participantes. Se produjo el debut en la categoría de Defensores Unidos, que se incorporó junto a Racing (C). Descendieron Flandria y Villa Dálmine, mientras que no se disputó el partido por el tercer descenso debido a que este fue anulado. Independiente Rivadavia se proclamó campeón de la temporada tras vencer 2-0 a Almirante Brown en el tiempo suplementario, obteniendo el primer ascenso y participará por primera vez en el certamen regular de Primera División, después de haberlo hecho en las 6 ediciones del Torneo Nacional. En el torneo reducido, el Club Deportivo Riestra logró el ascenso a Primera División por primera vez en su historia.
En 2024, el número de equipos aumentó a 38 y pasó a ser la edición de más participantes de la historia del torneo y de la segunda categoría. Se incorporaron al torneo los dos ascendidos de la Primera B, Talleres de Remedios de Escalada y San Miguel y el campeón del Federal A Gimnasia y Tiro. Descendieron Brown de Adrogué a la Primera B y Guillermo Brown de Puerto Madryn al Federal A, en el partido por el tercer descenso Atlético de Rafaela descendió al Federal A tras la derrota contra Talleres de Remedios de Escalada. El campeón de la temporada fue Aldosivi venciendo a San Martín de Tucumán por 2 a 0 quien logró el ascenso a la Liga Profesional luego de tres años en la categoría, el ganador del reducido San Martín de San Juan, vuelve a participar en el torneo después de 6 años.
En 2025, bajó a 36 equipos. Los nuevos equipos de la temporada son Colegiales en su primera participación en el certamen, secundados por el campeón del Federal A Central Norte y Los Andes, ganador del reducido Primera B-Federal A.

## Sistema de disputa
El torneo ha tenido distintos formatos a lo largo de su historia. Actualmente los participantes se dividen en dos zonas, dos de  dieciocho equipos, que se disputan mediante el sistema de todos contra todos, a dos ruedas ida y vuelta. Los que ocupen el primer puesto en ambas zonas se enfrentan en una final a un solo partido y en estadio neutral por el título de campeón y el primer ascenso.

### Ascensos
Ascienden a la Primera División el campeón del certamen y el ganador de un torneo reducido por eliminación directa disputado por quince equipos: el perdedor de la final, que se integra en la segunda fase, y del 2.º al 8.º inclusive de cada zona.

### Descensos
Los que ocupen los dos últimos puestos de cada zona descienden de forma directa a la tercera categoría, según su tipo de afiliación.

## Equipos participantes
En el Campeonato de Primera Nacional 2025 participan los siguientes treinta y seis clubes:
| Equipo                                          | Ciudad                | Primera participación | Temporadas totales | Último retorno | Temporadas consecutivas desde último retorno | Ubicación en el Campeonato 2024 | Torneos ganados | Antigüedad |
| ----------------------------------------------- | --------------------- | --------------------- | ------------------ | -------------- | -------------------------------------------- | ------------------------------- | --------------- | ---------- |
| Club Agropecuario Argentino                     | Carlos Casares        | 2017-18               | 9                  | -              | -                                            | 10.º Zona A                     | 0               | 13 años    |
| Club Atlético All Boys                          | Buenos Aires          | 1993-94               | 22                 | 2019-20        | 7                                            | 4.º Zona A                      | 0               | 112 años   |
| Club Almagro                                    | José Ingenieros       | 1996-97               | 22                 | 2016           | 11                                           | 14.º Zona B                     | 0               | 113 años   |
| Club Almirante Brown                            | San Justo             | 1987-88               | 21                 | 2021           | 5                                            | 16.º Zona B                     | 0               | 113 años   |
| Club Atlético Alvarado                          | Mar del Plata         | 2019-20               | 7                  | -              | -                                            | 15.º Zona A                     | 0               | 97 años    |
| Arsenal Fútbol Club                             | Sarandí               | 1992-93               | 13                 | 2024           | 2                                            | 17.º Zona A                     | 1               | 68 años    |
| Club Atlético Atlanta                           | Buenos Aires          | 1990-91               | 13                 | 2019-20        | 7                                            | 12.º Zona B                     | 0               | 120 años   |
| Club Atlético Central Norte                     | Salta                 | 1986-87               | 2                  | 2025           | 1                                            | Torneo Federal A                | 0               | 104 años   |
| Club Atlético Chacarita Juniors                 | Villa Maipú           | 1986-87               | 26                 | 2018-19        | 8                                            | 14.º Zona A                     | 0               | 119 años   |
| Club Atlético Chaco For Ever                    | Resistencia           | 1986-87               | 12                 | 2022           | 4                                            | 15.º Zona B                     | 0               | 112 años   |
| Club Atlético Colegiales                        | Munro                 | 2025                  | 1                  | -              | -                                            | Primera B                       | 0               | 117 años   |
| Club Atlético Colón                             | Santa Fe              | 1986-87               | 12                 | 2024           | 2                                            | 6.º Zona B                      | 0               | 120 años   |
| Club Atlético Defensores de Belgrano            | Buenos Aires          | 2001-02               | 12                 | 2018-19        | 8                                            | 7.º Zona B                      | 0               | 119 años   |
| Club Atlético Defensores Unidos                 | Zárate                | 2023                  | 3                  | -              | -                                            | 17.º Zona B                     | 0               | 111 años   |
| Club Deportivo Maipú                            | Maipú                 | 1986-87               | 11                 | 2021           | 5                                            | 12.º Zona A                     | 0               | 97 años    |
| Club Social y Deportivo Madryn                  | Puerto Madryn         | 2022                  | 4                  | -              | -                                            | 2.º Zona B                      | 0               | 101 años   |
| Club Deportivo Morón                            | Morón                 | 1990-91               | 19                 | 2017-18        | 9                                            | 13.º Zona B                     | 0               | 78 años    |
| Club Atlético Estudiantes                       | Caseros               | 1996-97               | 11                 | 2019-20        | 7                                            | 6.º Zona A                      | 0               | 126 años   |
| Asociación Atlética Estudiantes                 | Río Cuarto            | 2019-20               | 7                  | -              | -                                            | 11.º Zona B                     | 0               | 112 años   |
| Club Ferro Carril Oeste                         | Buenos Aires          | 2000-01               | 25                 | 2003-04        | 22                                           | 9.º Zona A                      | 0               | 121 años   |
| Club Atlético Gimnasia y Esgrima                | Jujuy                 | 1986-87               | 26                 | 2009-10        | 18                                           | 5.º Zona A                      | 1               | 94 años    |
| Club Atlético Gimnasia y Esgrima                | Mendoza               | 2015                  | 9                  | 2018-19        | 8                                            | 4.º Zona B                      | 0               | 116 años   |
| Club de Gimnasia y Tiro                         | Salta                 | 1992-93               | 8                  | 2024           | 2                                            | 8.º Zona B                      | 2               | 122 años   |
| Club Atlético Güemes                            | Santiago del Estero   | 2021                  | 5                  | -              | -                                            | 13.º Zona A                     | 0               | 92 años    |
| Club Atlético Los Andes                         | Lomas de Zamora       | 1986-87               | 20                 | 2025           | 1                                            | Primera B                       | 0               | 108 años   |
| Club Atlético Mitre                             | Santiago del Estero   | 2017-18               | 9                  | -              | -                                            | 9.º Zona B                      | 0               | 118 años   |
| Club Atlético Nueva Chicago                     | Buenos Aires          | 1991-92               | 26                 | 2016           | 11                                           | 3.º Zona B                      | 0               | 114 años   |
| Club Atlético Patronato de la Juventud Católica | Paraná                | 2010-11               | 9                  | 2023           | 3                                            | 16.º Zona A                     | 0               | 111 años   |
| Quilmes Atlético Club                           | Quilmes               | 1987-88               | 28                 | 2017-18        | 9                                            | 3.º Zona A                      | 1               | 137 años   |
| Club Atlético Racing                            | Córdoba               | 1990-91               | 10                 | 2023           | 3                                            | 7.º Zona A                      | 0               | 100 años   |
| Club Atlético San Martín                        | San Miguel de Tucumán | 1989-90               | 24                 | 2019-20        | 7                                            | 1.º Zona A                      | 1               | 115 años   |
| Club Atlético San Miguel                        | Los Polvorines        | 1997-98               | 6                  | 2024           | 2                                            | 8.º Zona A                      | 0               | 102 años   |
| Club Atlético San Telmo                         | Dock Sud              | 2021                  | 5                  | -              | -                                            | 5.º Zona B                      | 0               | 121 años   |
| Club Atlético Talleres                          | Remedios de Escalada  | 1988-89               | 9                  | 2024           | 2                                            | 18.º Zona A                     | 0               | 119 años   |
| Club Atlético Temperley                         | Turdera               | 1987-88               | 13                 | 2018-19        | 8                                            | 10.º Zona B                     | 0               | 112 años   |
| Club Tristán Suárez                             | Tristán Suárez        | 2021                  | 5                  | -              | -                                            | 11.º Zona A                     | 0               | 95 años    |

### Distribución geográfica de los equipos
| Jurisdicción                             | Cant. | Equipos |
| ---------------------------------------- | ----- | --- |
| Conurbano bonaerense                     | 14    | Almagro, Almirante Brown, Arsenal, Chacarita Juniors, Colegiales, Deportivo Morón, Estudiantes, Los Andes, Quilmes, San Miguel, San Telmo, Talleres (RdE), Temperley y Tristán Suárez. |
| Ciudad de Buenos Aires                   | 5     | All Boys, Atlanta, Defensores de Belgrano, Ferro Carril Oeste y Nueva Chicago. |
| Interior de la provincia de Buenos Aires | 3     | Agropecuario, Alvarado y Defensores Unidos |
| Provincia de Córdoba                     | 2     | Estudiantes (RC) y Racing |
| Provincia de Mendoza                     | 2     | Deportivo Maipú y Gimnasia y Esgrima |
| Provincia de Salta                       | 2     | Central Norte y Gimnasia y Tiro |
| Provincia de Santiago del Estero         | 2     | Güemes y Mitre |
| Provincia del Chaco                      | 1     | Chaco For Ever |
| Provincia de Chubut                      | 1     | Deportivo Madryn |
| Provincia de Entre Ríos                  | 1     | Patronato |
| Provincia de Jujuy                       | 1     | Gimnasia y Esgrima |
| Provincia de Santa Fe                    | 1     | Colón |
| Provincia de Tucumán                     | 1     | San Martín |

## Campeones

### Campeonato Nacional B
| Temporada | N.º de equipos | Campeón                     | Subcampeón               | Tercero                  |
| --------- | -------------- | --------------------------- | ------------------------ | ------------------------ |
| 1986-87   | 22             | Deportivo Armenio (62)      | Banfield (54)            | Belgrano (54)            |
| 1987-88   | 22             | Deportivo Mandiyú (58)      | Quilmes (54)             | Cipolletti (52)          |
| 1988-89   | 22             | Chaco For Ever (54)         | Lanús (53)               | Unión (SF) (52)          |
| 1989-90   | 22             | Huracán (60)                | Quilmes (53)             | Douglas Haig (51)        |
| 1990-91   | 22             | Quilmes (54)                | Atlético Tucumán (52)    | Belgrano (52)            |
| 1991-92   | 22             | Lanús (57)                  | Almirante Brown (52)     | Colón (52)               |
| 1992-93   | 22             | Banfield (56)               | Colón (56)               | Gimnasia y Tiro (S) (51) |
| 1993-94   | 22             | Gimnasia y Esgrima (J) (58) | Quilmes (55)             | San Martín (T) (47)      |
| 1994-95   | 22             | Estudiantes (LP) (65)       | Atlético de Rafaela (54) | Colón (52)               |
| 1995-96   | 22             | Huracán Corrientes          | Talleres (C)             | Atlético Tucumán (68)    |

### Campeonato de Primera B Nacional
| Temporada | N.º de equipos | Campeón                 | Subcampeón        | Tercero         | Cuarto                   |
| --------- | -------------- | ----------------------- | ----------------- | --------------- | ------------------------ |
| 1996-97   | 32             | Argentinos Juniors (52) | Talleres (C) (50) | Godoy Cruz (48) | Gimnasia y Tiro (S) (47) |
| 1997-98   | 32             | Talleres (C)            | Belgrano          | No hubo         | No hubo                  |
| 1998-99   | 33             | Instituto               | Chacarita Juniors | No hubo         | No hubo                  |
| 1999-00   | 34             | Huracán                 | Los Andes         | No hubo         | No hubo                  |
| 2000-01   | 30             | Banfield                | Quilmes           | No hubo         | No hubo                  |

### Campeonato de Primera B Nacional - Torneos Apertura y Clausura
Durante este periodo, la AFA reconoce en sus listados a un campeón por temporada.
| Temporada | N.º de equipos | Campeón             | Subcampeón              | Tercero             |
| --------- | -------------- | ------------------- | ----------------------- | ------------------- |
| 2001-02   | 25             | Olimpo (46)         | Quilmes (45)            | San Martín (M) (44) |
| 2002-03   | 20             | Atlético de Rafaela | Argentinos Juniors (74) | Quilmes (64)        |
| 2003-04   | 20             | Instituto           | Almagro                 | Huracán (TA) (62)   |
| 2004-05   | 20             | Tiro Federal (R)    | Gimnasia y Esgrima (J)  | Huracán (61)        |
| 2005-06   | 20             | Godoy Cruz          | Nueva Chicago           | Belgrano (62)       |
| 2006-07   | 20             | Olimpo              | San Martín (SJ) (69)    | Huracán (69)        |

### Campeonato de Primera B Nacional
| Temporada | N.º de equipos | Campeón                  | Subcampeón                   | Tercero                     | Cuarto                       |
| --------- | -------------- | ------------------------ | ---------------------------- | --------------------------- | ---------------------------- |
| 2007-08   | 20             | San Martín (T) (66)      | Godoy Cruz (65)              | Unión (SF) (56)             | Belgrano (56)                |
| 2008-09   | 20             | Atlético Tucumán (74)    | Chacarita Juniors (72)       | Atlético de Rafaela (62)    | Belgrano (62)                |
| 2009-10   | 20             | Olimpo (71)              | Quilmes (64)                 | Atlético de Rafaela (63)    | All Boys (63)                |
| 2010-11   | 20             | Atlético de Rafaela (77) | Unión (SF) (69)              | San Martín (SJ) (62)        | Belgrano (59)                |
| 2011-12   | 20             | River Plate (73)         | Quilmes (72)                 | Instituto (70)              | Rosario Central (69)         |
| 2012-13   | 20             | Rosario Central (74)     | Gimnasia y Esgrima (LP) (73) | Olimpo (66)                 | Banfield (58)                |
| 2013-14   | 22             | Banfield (78)            | Defensa y Justicia (75)      | Independiente (67)          | Huracán (67)                 |
| 2014      | 22             | No hubo                  | No hubo                      | No hubo                     | No hubo                      |
| 2015      | 22             | Atlético Tucumán (85)    | Patronato (82)               | Ferro Carril Oeste (67)     | Ramón Santamarina (66)       |
| 2016      | 22             | Talleres (C) (49)        | Chacarita Juniors (43)       | Gimnasia y Esgrima (J) (38) | Boca Unidos (38)             |
| 2016-17   | 23             | Argentinos Juniors (88)  | Chacarita Juniors (77)       | Guillermo Brown (75)        | Independiente Rivadavia (67) |
| 2017-18   | 25             | Aldosivi (41)            | Almagro (41)                 | San Martín (T) (39)         | Brown de Adrogué (37)        |
| 2018-19   | 25             | Arsenal (46)             | Sarmiento (J) (46)           | Nueva Chicago (42)          | Almagro (40)                 |

### Campeonato de Primera Nacional
| Temporada | N.º de equipos | Campeón                                                                 | Subcampeón                                                              | Tercero                                                                 |
| --------- | -------------- | ----------------------------------------------------------------------- | ----------------------------------------------------------------------- | ----------------------------------------------------------------------- |
| 2019-20   | 32             | No hubo, debido a la cancelación del torneo por la pandemia de COVID-19 | No hubo, debido a la cancelación del torneo por la pandemia de COVID-19 | No hubo, debido a la cancelación del torneo por la pandemia de COVID-19 |
| 2020      | 32             | Sarmiento (J)                                                           | No hubo                                                                 | No hubo                                                                 |
| 2021      | 35             | Tigre                                                                   | No hubo                                                                 | No hubo                                                                 |
| 2022      | 37             | Belgrano (79)                                                           | Instituto (68)                                                          | San Martín (T) (66)                                                     |
| 2023      | 37             | Independiente Rivadavia                                                 | No hubo                                                                 | No hubo                                                                 |
| 2024      | 38             | Aldosivi                                                                | No hubo                                                                 | No hubo                                                                 |

## Estadísticas generales

### Palmarés
| Equipo                  | Ganador / Campeón             | Segundo                                                                    |
| ----------------------- | ----------------------------- | -------------------------------------------------------------------------- |
| Banfield                | 3 (1992-93, 2000-01, 2013-14) | 1 (1986-87)                                                                |
| Olimpo                  | 3 (2001-02, 2006-07, 2009-10) | 0                                                                          |
| Talleres (C)            | 2 (1997-98, 2016)             | 2 (1995-96, 1996-97)                                                       |
| Atlético Tucumán        | 2 (2008-09, 2015)             | 1 (1990-91)                                                                |
| Atlético de Rafaela     | 2 (2002-03, 2010-11)          | 1 (1994-95)                                                                |
| Argentinos Juniors      | 2 (1996-97, 2016-17)          | 1 (2002-03)                                                                |
| Instituto               | 2 (1998-99, 2003-04)          | 1 (2022)                                                                   |
| Aldosivi                | 2 (2017-18, 2024)             | 0                                                                          |
| Huracán                 | 2 (1989-90, 1999-00)          | 0                                                                          |
| Quilmes                 | 1 (1990-91)                   | 8 (1987-88, 1989-90, 1993-94, 1999-00, 2000-01, 2001-02, 2009-10, 2011-12) |
| Arsenal                 | 1 (2018-19)                   | 1 (2001-02)                                                                |
| Belgrano                | 1 (2022)                      | 1 (1997-98)                                                                |
| Gimnasia y Esgrima (J)  | 1 (1993-94)                   | 1 (2004-05)                                                                |
| Godoy Cruz              | 1 (2005-06)                   | 1 (2007-08)                                                                |
| Lanús                   | 1 (1991-92)                   | 1 (1988-89)                                                                |
| Sarmiento (J)           | 1 (2020)                      | 1 (2018-19)                                                                |
| Deportivo Armenio       | 1 (1986-87)                   | 0                                                                          |
| Deportivo Mandiyú       | 1 (1987-88)                   | 0                                                                          |
| Chaco For Ever          | 1 (1988-89)                   | 0                                                                          |
| Estudiantes (LP)        | 1 (1994-95)                   | 0                                                                          |
| Huracán Corrientes      | 1 (1995-96)                   | 0                                                                          |
| Tiro Federal (R)        | 1 (2004-05)                   | 0                                                                          |
| San Martín (T)          | 1 (2007-08)                   | 0                                                                          |
| River Plate             | 1 (2011-12)                   | 0                                                                          |
| Rosario Central         | 1 (2012-13)                   | 0                                                                          |
| Tigre                   | 1 (2021)                      | 0                                                                          |
| Independiente Rivadavia | 1 (2023)                      | 0                                                                          |
| Chacarita Juniors       | 0                             | 4 (1998-99, 2008-09, 2016, 2016-17)                                        |
| Almagro                 | 0                             | 2 (2003-04, 2017-18)                                                       |
| Almirante Brown         | 0                             | 1 (1991-92)                                                                |
| Colón                   | 0                             | 1 (1992-93)                                                                |
| Nueva Chicago           | 0                             | 1 (2005-06)                                                                |
| Unión (SF)              | 0                             | 1 (2010-11)                                                                |
| Gimnasia y Esgrima (LP) | 0                             | 1 (2012-13)                                                                |
| Defensa y Justicia      | 0                             | 1 (2013-14)                                                                |
| Patronato               | 0                             | 1 (2015)                                                                   |

### Clasificación histórica
- Datos actualizados a la temporada 2023, inclusive.
- Equipos en negrita participan de la vigente temporada.

Tabla parcial que incluye los primeros veinte equipos:
| Pos | Club                    | Pts. | PJ   | PG  | G3  | G2  | PE  | PP  | GF   | GC   | Dif. | Desc. Pts. |
| --- | ----------------------- | ---- | ---- | --- | --- | --- | --- | --- | ---- | ---- | ---- | ---------- |
| 1   | Instituto               | 1520 | 1085 | 411 | 343 | 68  | 355 | 319 | 1397 | 1211 | 186  | 0          |
| 2   | Atlético Rafaela        | 1351 | 975  | 384 | 298 | 86  | 288 | 303 | 1296 | 1112 | 184  | 3          |
| 3   | Quilmes                 | 1293 | 899  | 369 | 255 | 114 | 303 | 227 | 1191 | 912  | 279  | 3          |
| 4   | San Martín (SJ)         | 1083 | 781  | 282 | 274 | 8   | 249 | 250 | 940  | 858  | 82   | 4          |
| 5   | Atlético Tucumán        | 1075 | 840  | 314 | 196 | 118 | 254 | 272 | 1114 | 991  | 123  | 3          |
| 6   | Chacarita Juniors       | 1067 | 826  | 281 | 240 | 41  | 268 | 277 | 934  | 930  | 4    | 3          |
| 7   | Belgrano                | 1028 | 694  | 304 | 109 | 95  | 211 | 179 | 913  | 688  | 225  | 0          |
| 8   | Gimnasia y Esgrima (J)  | 1007 | 788  | 263 | 229 | 34  | 252 | 273 | 816  | 885  | -69  | 0          |
| 9   | San Martín (T)          | 1001 | 752  | 283 | 198 | 85  | 237 | 232 | 920  | 829  | 91   | 0          |
| 10  | Defensa y Justicia      | 976  | 758  | 258 | 226 | 32  | 234 | 266 | 920  | 915  | 5    | 0          |
| 11  | Ferro Carril Oeste      | 950  | 734  | 238 | 238 | 0   | 236 | 260 | 735  | 792  | -57  | 0          |
| 12  | Nueva Chicago           | 911  | 773  | 245 | 181 | 64  | 259 | 269 | 928  | 947  | -19  | 19         |
| 13  | Almagro                 | 868  | 645  | 222 | 220 | 0   | 205 | 218 | 762  | 772  | -10  | 3          |
| 14  | Independiente Rivadavia | 851  | 658  | 213 | 213 | 0   | 212 | 233 | 747  | 796  | -49  | 0          |
| 15  | Los Andes               | 831  | 711  | 215 | 155 | 60  | 246 | 250 | 849  | 922  | -73  | 0          |
| 16  | Almirante Brown         | 828  | 730  | 240 | 122 | 118 | 244 | 246 | 801  | 849  | -48  | 18         |
| 17  | Douglas Haig            | 818  | 754  | 223 | 103 | 120 | 272 | 260 | 795  | 889  | -91  | 3          |
| 18  | All Boys                | 806  | 644  | 214 | 180 | 34  | 198 | 232 | 727  | 804  | -77  | 0          |
| 19  | Unión (SF)              | 770  | 576  | 214 | 153 | 61  | 191 | 171 | 781  | 676  | 105  | 2          |
| 20  | Huracán                 | 713  | 492  | 222 | 138 | 84  | 131 | 139 | 704  | 527  | 177  | 0          |

### Temporadas en la Primera B Nacional
| Equipo | Temporadas |
| --- | ---------- |
| Instituto | 31         |
| Atlético de Rafaela | 29         |
| Quilmes | 28         |
| Chacarita Juniors, Gimnasia y Esgrima (J), Nueva Chicago | 26         |
| Ferro Carril Oeste | 25         |
| Defensa y Justicia, San Martín (SJ), San Martín (T) | 24         |
| All Boys, Almagro, Atlético Tucumán | 22         |
| Almirante Brown, Independiente Rivadavia | 21         |
| Los Andes | 20         |
| Belgrano, Deportivo Morón, Douglas Haig | 19         |
| Aldosivi | 17         |
| Unión (SF), Tigre | 15         |
| Villa Dálmine | 14         |
| Arsenal, Atlanta, Godoy Cruz, Huracán, Temperley | 13         |
| Banfield, Chaco For Ever, Colón, Defensores de Belgrano, Guillermo Brown, Olimpo | 12         |
| Brown de Adrogué, Central Córdoba (R), Deportivo Maipú, Estudiantes (BA), Sportivo Italiano, Talleres (C) | 11         |
| Boca Unidos, Central Córdoba (SdE), Cipolletti, Platense, Racing (C), Ramón Santamarina, Sarmiento (J) | 10         |
| Agropecuario, CAI, Gimnasia y Esgrima (M), Juventud Antoniana, Mitre (SdE), Patronato, San Martín (M), Talleres (RdE) | 9          |
| El Porvenir, Gimnasia y Tiro (S) | 8          |
| Alvarado, Estudiantes (RC), Gimnasia y Esgrima (CdU), Tiro Federal (R) | 7          |
| Almirante Brown (A), Deportivo Riestra, San Miguel | 6          |
| Argentinos Juniors, Crucero del Norte, Güemes (SdE), Huracán (TA), Deportivo Laferrere, Lanús, San Telmo, Tristán Suárez | 5          |
| Deportivo Madryn, Deportivo Merlo, Flandria, Guaraní Antonio Franco, Juventud Unida (G), Sportivo Estudiantes (SL), Villa Mitre | 4          |
| Atlético Paraná, Barracas Central, Ben Hur, Defensores Unidos, Deportivo Español, Huracán Corrientes, Rosario Central, Sportivo Belgrano                                                                                                | 3          |
| Central Norte (S), Deportivo Armenio, Deportivo Mandiyú, Ferro Carril Oeste (GP), Gimnasia y Esgrima (LP), Ituzaingó, Racing Club | 2          |
| Atlético Concepción, Argentino (R), Colegiales, Desamparados, Estación Quequén, Estudiantes (LP), General Paz Juniors, Independiente, Juventud Unida Universitario, River Plate, Sacachispas, Unión (MdP), Unión (VK), Villa San Carlos | 1          |

- Actualizado a la temporada 2025. Equipos en negrita participan de la vigente temporada.
- Los campeonatos 2019-20 (Suspendido por la pandemia de COVID-19) y 2020 (complementario al anterior) se cuentan como dos temporadas distintas.
- Fuente: Lista de clubes argentinos y movimientos de categoría Rsssf

### Movilidad interdivisional

#### Con la Primera División
| Temporada  | Descendidos de la Primera División                                   | Ascendidos de la Primera B Nacional                                                                                               |
| ---------- | -------------------------------------------------------------------- | --- |
| NB 1986-87 | Huracán y Chacarita Juniors                                          | Banfield y Deportivo Armenio |
| NB 1987-88 | Deportivo Italiano y Temperley                                       | Deportivo Mandiyú y San Martín (T)                                                                                                |
| NB 1988-89 | Banfield y Unión (SF)                                                | Chaco For Ever y Unión (SF) |
| NB 1989-90 | Deportivo Armenio y San Martín (T)                                   | Huracán y Lanús |
| NB 1990-91 | Instituto y Racing (C)                                               | Quilmes y Belgrano |
| NB 1991-92 | Chaco For Ever y Lanús                                               | Lanús y San Martín (T) |
| NB 1992-93 | Quilmes y Unión (SF)                                                 | Banfield y Gimnasia y Tiro (S) |
| NB 1993-94 | San Martín (T) y Talleres (C)                                        | Gimnasia y Esgrima (J) y Talleres (C)                                                                                             |
| NB 1994-95 | Estudiantes (LP) y Gimnasia y Tiro (S)                               | Estudiantes (LP) y Colón |
| NB 1995-96 | Deportivo Mandiyú y Talleres (C)                                     | Huracán Corrientes y Unión (SF)                                                                                                   |
| BN 1996-97 | Argentinos Juniors y Belgrano                                        | Argentinos Juniors y Gimnasia y Tiro (S)                                                                                          |
| BN 1997-98 | Banfield y Huracán Corrientes                                        | Talleres (C) y Belgrano |
| BN 1998-99 | Deportivo Español y Gimnasia y Tiro (S)                              | Instituto y Chacarita Juniors |
| BN 1999-00 | Huracán y Platense                                                   | Huracán, Los Andes y Almagro |
| BN 2000-01 | Ferro Carril Oeste, Gimnasia y Esgrima (J) e Instituto               | Banfield y Nueva Chicago |
| BN 2001-02 | Almagro y Los Andes                                                  | Olimpo y Arsenal |
| BN 2002-03 | Argentinos Juniors y Belgrano                                        | Atlético de Rafaela y Quilmes |
| BN 2003-04 | Unión (SF) y Huracán                                                 | Instituto, Almagro, Huracán (TA) y Argentinos Juniors                                                                             |
| BN 2004-05 | Nueva Chicago, Chacarita Juniors, Atlético de Rafaela y Talleres (C) | Tiro Federal y Gimnasia y Esgrima (J)                                                                                             |
| BN 2005-06 | Huracán (TA) y Almagro                                               | Godoy Cruz, Nueva Chicago y Belgrano                                                                                              |
| BN 2006-07 | Instituto, Tiro Federal (R) y Olimpo                                 | Olimpo, San Martín (SJ), Huracán y Tigre                                                                                          |
| BN 2007-08 | Quilmes, Belgrano, Godoy Cruz y Nueva Chicago                        | San Martín (T) y Godoy Cruz |
| BN 2008-09 | San Martín (SJ) y Olimpo                                             | Atlético Tucumán y Chacarita Juniors                                                                                              |
| BN 2009-10 | San Martín (T) y Gimnasia y Esgrima (J)                              | Olimpo, Quilmes y All Boys |
| BN 2010-11 | Chacarita Juniors, Atlético Tucumán y Rosario Central                | Atlético de Rafaela, Unión (SF), Belgrano y San Martín (SJ)                                                                       |
| BN 2011-12 | Quilmes, Huracán, Gimnasia y Esgrima (LP) y River Plate              | River Plate y Quilmes |
| BN 2012-13 | Olimpo y Banfield                                                    | Rosario Central, Gimnasia y Esgrima (LP) y Olimpo                                                                                 |
| BN 2013-14 | Independiente, San Martín (SJ) y Unión (SF)                          | Banfield, Defensa y Justicia e Independiente                                                                                      |
| BN 2014    | Colón, All Boys y Argentinos Juniors                                 | Colón, San Martín (SJ), Argentinos Juniors, Nueva Chicago, Aldosivi, Unión, Crucero del Norte, Temperley, Sarmiento (J) y Huracán |
| BN 2015    | No hubo                                                              | Atlético Tucumán y Patronato |
| BN 2016    | Crucero del Norte y Nueva Chicago                                    | Talleres (C) |
| BN 2016-17 | Argentinos Juniors                                                   | Argentinos Juniors y Chacarita Juniors                                                                                            |
| BN 2017-18 | Aldosivi, Quilmes, Atlético de Rafaela y Sarmiento (J)               | Aldosivi y San Martín (T) |
| BN 2018-19 | Arsenal, Olimpo, Temperley y Chacarita Juniors                       | Arsenal y Central Córdoba (SdE)                                                                                                   |
| PN 2019-20 | San Martín (SJ), Tigre, Belgrano y San Martín (T)                    | No hubo |
| PN 2020    | No hubo                                                              | Sarmiento (J) y Platense |
| PN 2021    | No hubo                                                              | Tigre y Barracas Central |
| PN 2022    | No hubo                                                              | Belgrano e Instituto |
| PN 2023    | Aldosivi y Patronato                                                 | Independiente Rivadavia y Deportivo Riestra                                                                                       |
| PN 2024    | Arsenal y Colón                                                      | Aldosivi y San Martín (SJ) |
| PN 2025    | No hubo                                                              | |

#### Con la tercera división

##### Con la Primera B Metropolitana
| Temporada  | Ascendidos de la Primera B Metropolitana                                         | Descendidos de la Primera B Nacional                          |
| ---------- | -------------------------------------------------------------------------------- | ------------------------------------------------------------- |
| NB 1986-87 | Banfield, Colón, Defensa y Justicia, Deportivo Armenio, Lanús, Los Andes y Tigre | No hubo                                                       |
| NB 1987-88 | Quilmes y Almirante Brown                                                        | No hubo                                                       |
| NB 1988-89 | Talleres (RdE)                                                                   | Chacarita Juniors y Temperley                                 |
| NB 1989-90 | Villa Dálmine                                                                    | Los Andes y Deportivo Armenio                                 |
| NB 1990-91 | Deportivo Morón, Atlanta y Laferrere                                             | Tigre y Atlanta                                               |
| NB 1991-92 | Central Córdoba (R) y Nueva Chicago                                              | No hubo                                                       |
| NB 1992-93 | Ituzaingó y Arsenal                                                              | Villa Dálmine y Defensa y Justicia                            |
| NB 1993-94 | All Boys y Sarmiento (J)                                                         | Ituzaingó y Sarmiento (J)                                     |
| NB 1994-95 | Chacarita Juniors y Los Andes                                                    | Talleres (RdE), Sportivo Italiano y Laferrere                 |
| NB 1995-96 | Atlanta y Tigre                                                                  | Tigre                                                         |
| BN 1996-97 | Sportivo Italiano, Estudiantes (BA), Almagro, Sarmiento (J) y Temperley          | Sarmiento (J) y Temperley                                     |
| BN 1997-98 | Defensa y Justicia y San Miguel                                                  | Almirante Brown y Sportivo Italiano                           |
| BN 1998-99 | El Porvenir y Tigre                                                              | Atlanta y Estudiantes (BA)                                    |
| BN 1999-00 | Argentino (R) y Temperley                                                        | Deportivo Español, Deportivo Morón, Argentino (R) y Temperley |
| BN 2000-01 | Estudiantes (BA)                                                                 | San Miguel, All Boys, Estudiantes (BA) y Ferro Carril Oeste   |
| BN 2001-02 | Defensores de Belgrano                                                           | Tigre, Central Córdoba (R) y Platense                         |
| BN 2002-03 | Deportivo Español                                                                | Deportivo Español                                             |
| BN 2003-04 | Ferro Carril Oeste                                                               | Los Andes                                                     |
| BN 2004-05 | Sarmiento (J)                                                                    | Defensores de Belgrano y Sarmiento (J)                        |
| BN 2005-06 | Tigre                                                                            | El Porvenir                                                   |
| BN 2006-07 | Platense                                                                         | No hubo                                                       |
| BN 2007-08 | Almirante Brown                                                                  | Almirante Brown y Nueva Chicago                               |
| BN 2008-09 | All Boys y Los Andes                                                             | Almagro y Los Andes                                           |
| BN 2009-10 | Sportivo Italiano y Deportivo Merlo                                              | Sportivo Italiano y Platense                                  |
| BN 2010-11 | Almirante Brown                                                                  | No hubo                                                       |
| BN 2011-12 | Atlanta                                                                          | Atlanta y Chacarita Juniors                                   |
| BN 2012-13 | Sarmiento (J) y Nueva Chicago                                                    | Deportivo Merlo y Nueva Chicago                               |
| BN 2013-14 | Villa San Carlos y Brown de Adrogué                                              | Almirante Brown, Brown de Adrogué y Villa San Carlos          |
| BN 2014    | Nueva Chicago y Temperley                                                        | No hubo                                                       |
| BN 2015    | Chacarita Juniors, Los Andes y Villa Dálmine                                     | No hubo                                                       |
| BN 2016    | Almagro y Brown de Adrogué                                                       | No hubo                                                       |
| BN 2016-17 | Flandria                                                                         | No hubo                                                       |
| BN 2017-18 | Deportivo Morón y Deportivo Riestra                                              | All Boys, Flandria y Deportivo Riestra                        |
| BN 2018-19 | Defensores de Belgrano y Platense                                                | Los Andes                                                     |
| PN 2019-20 | All Boys, Atlanta, Barracas Central, Deportivo Riestra y Estudiantes (BA)        | No hubo                                                       |
| PN 2020    | No hubo                                                                          | No hubo                                                       |
| PN 2021    | Almirante Brown, Tristán Suárez y San Telmo                                      | No hubo                                                       |
| PN 2022    | Flandria y Sacachispas                                                           | Sacachispas                                                   |
| PN 2023    | Defensores Unidos                                                                | Flandria y Villa Dálmine                                      |
| PN 2024    | Talleres (RdE) y San Miguel                                                      | Brown de Adrogué                                              |
| PN 2025    | Colegiales y Los Andes                                                           | -                                                             |

##### Con el Torneo del Interior, Torneo Argentino A y Torneo Federal A
| Temporada  | Ascendidos del Torneo del Interior | Descendidos de la Primera B Nacional                        |
| ---------- | --- | ----------------------------------------------------------- |
| NB 1986-87 | Atlético Concepción, Belgrano, Central Córdoba (SdE), Central Norte (S), Chaco For Ever, Cipolletti, Deportivo Maipú, Deportivo Mandiyú, Douglas Haig, Ferro (GP), Gimnasia y Esgrima (J), Guaraní Antonio Franco y Unión (VK) | Unión (VK), Central Norte (S) y Atlético Concepción         |
| NB 1987-88 | Atlético Tucumán | Guaraní Antonio Franco, Ferro (GP) y Gimnasia y Esgrima (J) |
| NB 1988-89 | Estación Quequén | Estación Quequén                                            |
| NB 1989-90 | Olimpo y Atlético de Rafaela | Olimpo                                                      |
| NB 1990-91 | No hubo | Cipolletti                                                  |
| NB 1991-92 | San Martín (SJ) | Deportivo Maipú, San Martín (SJ) y Central Córdoba (SdE)    |
| NB 1992-93 | Gimnasia y Tiro (S) | Racing (C)                                                  |
| NB 1993-94 | Gimnasia y Esgrima (J) | Chaco For Ever                                              |
| NB 1994-95 | Godoy Cruz | No hubo                                                     |
| NB 1995-96 | San Martín (SJ) | No hubo                                                     |

| Temporada  | Ascendidos del Torneo Argentino A                                                           | Descendidos de la Primera B Nacional                                |
| ---------- | ------------------------------------------------------------------------------------------- | ------------------------------------------------------------------- |
| BN 1996-97 | Juventud Antoniana, Aldosivi, Chaco For Ever, Cipolletti, Gimnasia y Esgrima (CdU) y Olimpo | Juventud Antoniana y Gimnasia y Esgrima (CdU)                       |
| BN 1997-98 | Almirante Brown (A) y San Martín (M)                                                        | Chaco For Ever                                                      |
| BN 1998-99 | Juventud Antoniana y Gimnasia y Esgrima (CdU)                                               | Douglas Haig y Huracán Corrientes                                   |
| BN 1999-00 | Racing (C), Independiente Rivadavia y Villa Mitre                                           | Gimnasia y Tiro (S) y Aldosivi                                      |
| BN 2000-01 | General Paz Juniors                                                                         | San Martín (T), General Paz Juniors y Cipolletti                    |
| BN 2001-02 | Huracán (TA)                                                                                | Villa Mitre, Racing (C), Independiente Rivadavia y Atlético Tucumán |
| BN 2002-03 | CAI                                                                                         | Almirante Brown (A)                                                 |
| BN 2003-04 | Tiro Federal (R)                                                                            | Gimnasia y Esgrima (CdU)                                            |
| BN 2004-05 | Racing (C)                                                                                  | Racing (C)                                                          |
| BN 2005-06 | Ben Hur y Aldosivi                                                                          | Juventud Antoniana y San Martín (M)                                 |
| BN 2006-07 | Villa Mitre y San Martín (T)                                                                | Villa Mitre y Huracán (TA)                                          |
| BN 2007-08 | Independiente Rivadavia                                                                     | Ben Hur                                                             |
| BN 2008-09 | Atlético Tucumán                                                                            | Talleres (C)                                                        |
| BN 2009-10 | Boca Unidos                                                                                 | No hubo                                                             |
| BN 2010-11 | Patronato                                                                                   | Tiro Federal (R), CAI y San Martín (T).                             |
| BN 2011-12 | Desamparados y Guillermo Brown                                                              | Desamparados y Guillermo Brown                                      |
| BN 2012-13 | Douglas Haig y Crucero del Norte                                                            | No hubo                                                             |
| BN 2013-14 | Talleres (C) y Sportivo Belgrano                                                            | Talleres (C)                                                        |
| BN 2014    | Ramón Santamarina y Guaraní Antonio Franco                                                  | No hubo                                                             |

| Temporada  | Ascendidos del Torneo Federal A | Descendidos de la Primera B Nacional                                            |
| ---------- | --- | ------------------------------------------------------------------------------- |
| BN 2015    | Atlético Paraná, Central Córdoba (SdE), Gimnasia y Esgrima (M), Guillermo Brown, Juventud Unida (G), Sportivo Estudiantes (SL) y Unión (MdP) | Gimnasia y Esgrima (M), Guaraní Antonio Franco, Sportivo Belgrano y Unión (MdP) |
| BN 2016    | Talleres (C) y Juventud Unida Universitario                                                                                                  | Juventud Unida Universitario                                                    |
| BN 2016-17 | San Martín (T) | Atlético Paraná, Douglas Haig, Crucero del Norte y Central Córdoba (SdE)        |
| BN 2017-18 | Agropecuario y Mitre (SdE) | Sportivo Estudiantes (SL), Boca Unidos y Juventud Unida (G)                     |
| BN 2018-19 | Central Córdoba (SdE) y Gimnasia y Esgrima (M)                                                                                               | Olimpo                                                                          |
| PN 2019-20 | Estudiantes (RC) y Alvarado | No hubo                                                                         |
| PN 2020    | No hubo | No hubo                                                                         |
| PN 2021    | Güemes (SdE) y Deportivo Maipú | No hubo                                                                         |
| PN 2022    | Deportivo Madryn y Chaco For Ever | Ramón Santamarina                                                               |
| PN 2023    | Racing (C) | No hubo                                                                         |
| PN 2024    | Gimnasia y Tiro (S) | Guillermo Brown y Atlético de Rafaela                                           |
| PN 2025    | Central Norte (S) | -                                                                               |

### Goleadores

#### Por torneo
| Torneo        | Jugador                | Equipo                   | Goles |
| ------------- | ---------------------- | ------------------------ | ----- |
| 1986-87       | José Raúl Iglesias     | Huracán                  | 36    |
| 1987-88       | Daniel Leani           | Quilmes                  | 24    |
| 1988-89       | Toribio Aquino         | Banfield                 | 24    |
| 1988-89       | Sergio Recchiutti      | Almirante Brown          | 24    |
| 1989-90       | Juan Carlos Almada     | Defensa y Justicia       | 20    |
| 1989-90       | Abel Blasón            | Quilmes                  | 20    |
| 1990-91       | Roberto Oste           | Defensa y Justicia       | 24    |
| 1991-92       | Carlos Cardozo         | Almirante Brown          | 26    |
| 1992-93       | Miguel Amaya           | Gimnasia y Tiro (S)      | 21    |
| 1993-94       | Dante Fernández        | Quilmes                  | 29    |
| 1994-95       | Alejandro Abaurre      | Godoy Cruz               | 29    |
| 1995-96       | Adrián Czornomaz       | Los Andes                | 26    |
| 1996-97       | Eduardo Bennett        | Argentinos Juniors       | 23    |
| 1997-98       | Alejandro Glaría       | Banfield                 | 30    |
| 1998-99       | Adrián Czornomaz       | Atlético Tucumán         | 26    |
| 1999-00       | Gastón Casas           | Huracán                  | 30    |
| 2000-01       | Daniel Jiménez         | Instituto                | 23    |
| 2001-02       | Diego Ceballos         | Gimnasia y Esgrima (CdU) | 26    |
| Apertura 2002 | Diego Torres           | Quilmes                  | 13    |
| Apertura 2002 | Daniel Gonzalo Giménez | Godoy Cruz               | 13    |
| Clausura 2003 | Matias Gigli           | Godoy Cruz               | 12    |
| Clausura 2003 | Héctor Silva           | Gimnasia y Esgrima (CdU) | 12    |
| Apertura 2003 | Julio Bevacqua         | CAI                      | 13    |
| Clausura 2004 | Luis Tonelotto         | Almagro                  | 12    |
| Apertura 2004 | Rubén Ramírez          | Tiro Federal (R)         | 12    |
| Clausura 2005 | Héctor Silva           | Talleres (C)             | 11    |
| Apertura 2005 | Daniel Bazán Vera      | Unión (SF)               | 15    |
| Clausura 2006 | Rubén Ferrer           | Defensa y Justicia       | 10    |
| Apertura 2006 | Ismael Blanco          | Olimpo                   | 18    |
| Clausura 2007 | Ismael Blanco          | Olimpo                   | 11    |
| 2007-08       | Leandro Zárate         | Unión (SF)               | 21    |
| 2008-09       | Luis Rodríguez         | Atlético Tucumán         | 20    |
| 2009-10       | Leandro Armani         | Tiro Federal (R)         | 19    |
| 2010-11       | César Carignano        | Atlético de Rafaela      | 21    |
| 2011-12       | Gonzalo Castillejos    | Rosario Central          | 26    |
| 2012-13       | Luis Rodríguez         | Atlético Tucumán         | 20    |
| 2013-14       | Juan Martín Lucero     | Defensa y Justicia       | 24    |
| 2014          | Ramón Ábila            | Huracán                  | 9     |
| 2014          | Nicolás Mazzola        | Instituto                | 9     |
| 2015          | Fernando Zampedri      | Juventud Unida (G)       | 25    |
| 2016          | Germán Lesman          | All Boys                 | 17    |
| 2016-17       | Rodrigo Salinas        | Chacarita Juniors        | 30    |
| 2017-18       | Claudio Bieler         | San Martín de Tucumán    | 16    |
| 2018-19       | Patricio Cucchi        | Gimnasia y Esgrima (M)   | 15    |
| 2018-19       | Pablo Vegetti          | Instituto                | 15    |
| 2019-20       | Pablo Magnín           | Sarmiento (J)            | 15    |
| 2020          | Claudio Bieler         | Atlético de Rafaela      | 6     |
| 2021          | Pablo Magnín           | Tigre                    | 22    |
| 2022          | Pablo Vegetti          | Belgrano                 | 17    |
| 2023          | Alex Arce              | Independiente Rivadavia  | 26    |
| 2024          | Agustín Lavezzi        | Tristán Suárez           | 18    |
| 2024          | Bruno Nasta            | Racing (C)               | 18    |

#### Por equipo
| Equipo                   | Goleadores |
| ------------------------ | ---------- |
| Defensa y Justicia       | 4          |
| Quilmes                  | 4          |
| Atlético Tucumán         | 3          |
| Godoy Cruz               | 3          |
| Huracán                  | 3          |
| Instituto                | 3          |
| Almirante Brown          | 2          |
| Atlético de Rafaela      | 2          |
| Banfield                 | 2          |
| Gimnasia y Esgrima (CdU) | 2          |
| Olimpo                   | 2          |
| Tiro Federal (R)         | 2          |
| Unión (SF)               | 2          |
| All Boys                 | 1          |
| Almagro                  | 1          |
| Argentinos Juniors       | 1          |
| Belgrano                 | 1          |
| CAI (CR)                 | 1          |
| Chacarita Juniors        | 1          |
| Deportivo Riestra        | 1          |
| Ferro Carril Oeste       | 1          |
| Gimnasia y Esgrima (M)   | 1          |
| Gimnasia y Tiro (S)      | 1          |
| Independiente Rivadavia  | 1          |
| Juventud Unida (G)       | 1          |
| Los Andes                | 1          |
| Racing (C)               | 1          |
| Rosario Central          | 1          |
| San Martín (T)           | 1          |
| Talleres (C)             | 1          |
| Tigre                    | 1          |
| Tristán Suárez           | 1          |